# Werner-Pünder-Preis
Der Werner-Pünder-Preis ist nach dem Berliner Rechtsanwalt Werner Pünder benannt, der 1935 wegen der Ermordung Erich Klauseners das Deutsche Reich auf Schadensersatz verklagt hatte. Mit dem Preis werden wissenschaftliche Arbeiten über Freiheit und Totalitarismus ausgezeichnet. Durch eine Zustiftung von Marie-Lise Weber, der Witwe des 2016 verstorbenen Partners Dolf Weber, wurde die Dotierung im gleichen Jahr von 5.000 EUR auf 10.000 EUR angehoben.

## Geschichte
Der Preis wurde aus Anlass von Pünders 100. Geburtstag 1985 von der Anwaltssozietät Pünder, Volhard & Weber in Frankfurt am Main gestiftet und wird seit 1987 von der Johann Wolfgang Goethe-Universität Frankfurt am Main ausgelobt. Die Stiftung wurde nach der Fusion mit der amerikanischen Anwaltssozietät Clifford Chance von der dadurch entstandenen Anwaltssozietät Clifford Chance Pünder weitergeführt.

## Preisträger
| Jahr | Preisträger        | Titel der Arbeit |
| ---- | ------------------ | --- |
| 1987 | (N.N.)             | |
| 1988 | (N.N.)             | |
| 1989 | (N.N.)             | |
| 1990 | (N.N.)             | |
| 1991 | (N.N.)             | |
| 1992 | Thomas Ormond      | Richterwürde und Regierungstreue. Dienstrecht, politische Betätigung und Disziplinierung der Richter in Preußen, Baden und Hessen 1866–1918                                    |
| 1993 | (N.N.)             | |
| 1994 | (N.N.)             | |
| 1995 | (N.N.)             | |
| 1996 | (N.N.)             | |
| 1997 | Wilhelm Wolf       | Vom alten zum neuen Privatrecht: das Konzept der normgestützten Kollektivierung in den zivilrechtlichen Arbeiten Heinrich Langes (1900–1977)                                   |
| 1998 | Jürgen Bast        | Franz L. Neumanns Totalitarismustheorie |
| 1999 | Thilo Marauhn      | Rekonstruktion sozialer Grundrechte als Normkategorie |
| 2000 | (N.N.)             | |
| 2001 | (N.N.)             | |
| 2002 | (N.N.)             | |
| 2003 | (N.N.)             | |
| 2004 | (N.N.)             | |
| 2005 | Thorsten Keiser    | Eigentumsrecht in Nationalsozialismus und Fascismo |
| 2006 | Friso Ross         | Justiz im Verhör: ›Kontrolle, Karriere und Kultur‹ |
| 2006 | Thorsten Hollstein | ›Die Verfassung als allgemeiner Teil‹. Privatrechtsmethode und -konzeption bei Hans Carl Nipperdey                                                                             |
| 2007 | Carsten Kremer     | Die Willensmacht des Staates. Die gemeindeutsche Staatsrechtslehre des C. F. von Gerber                                                                                        |
| 2008 | Jana Osterkamp     | Verfassungsgerichtsbarkeit in der Tschechoslowakei (1920–1939) |
| 2008 | Sarah Schädler     | Die drei letzten Jahren des Reichsjustizministeriums im Nationalsozialismus |
| 2009 | Benjamin Ortmeyer  | Mythos und Pathos statt Logos und Ethos – Zu den Publikationen führender Erziehungswissenschaftler zur NS-Zeit: Eduard Spranger, Herman Nohl, Erich Weniger und Peter Petersen |
| 2009 | Milan Kuhli        | Das Völkerstrafgesetzbuch und das Verbot der Strafbegründung durch Gewohnheitsrecht                                                                                            |
| 2010 | Thomas Ditt        | Recht im Grenzland |
| 2010 | Michael Habersack  | Homo catholicus im besten und weitesten Sinn. Eine politische Biographie des Frankfurter Biophysikers Friedrich Dessauer (1881–1963)                                           |
| 2011 | Lena Foljanty      | Recht oder Gesetz. Juristische Identität und Autorität in den Naturrechtsdebatten der Nachkriegszeit                                                                           |
| 2012 |                    | Der Preis wurde in diesem Jahr nicht vergeben. |
| 2013 | Barbara Wolbring   | Trümmerfeld der bürgerlichen Welt |
| 2013 | Victor Winkler     | Der Kampf gegen die Rechtswissenschaft – Franz Wieackers |
| 2014 | Julian Lubini      | Die Verwaltungsgerichtsbarkeit in den Ländern der SBZ/DDR 1945–1952 |
| 2015 | (N.N.)             | |
| 2016 | Ralf Seinecke      | Das Recht des Rechtspluralismus |
| 2016 | Felix Trautmann    | Das Imaginäre der Demokratie. Politische Befreiung und das Rätsel der freiwilligen Knechtschaft                                                                                |
| 2017 | Z. Ece Kaya        | Kolonialpädagogische Schriften in der NS-Zeit |
| 2018 | Jonas Heller       | Mensch und Maßnahme. Zur Dialektik von Ausnahmezustand und Menschenrechten |
| 2019 | Jeanette Ehrmann   | Tropen der Freiheit. Die Haitianische Revolution und die Dekolonisierung des Politischen                                                                                       |
| 2019 | Nadine Drönner     | Das „Homosexuellen-Urteil“ des Bundesverfassungsgerichts aus rechtshistorischer Perspektive (BVerfG 6, 389)                                                                    |
| 2020 | Yannic Hübner      | Rechtsstaatswidrig, aber straflos? Der agent provocateur-Einsatz und seine strafrechtlichen Konsequenzen                                                                       |
| 2021 | Ricardo Campos     | Metamorphosen des globalen Rechts. Zur Wechselwirkung von Recht, Zeit und Technologie                                                                                          |
| 2022 | Maximilian Pichl   | Untersuchung im Rechtsstaat – eine deskriptiv-kritische Beobachtung der parlamentarischen Untersuchungsausschüsse zur NSU-Mordserie                                            |
| 2023 | Samira Akbarian    | Ziviler Ungehorsam als Verfassungsinterpretation |